# Det Østasiatiske Kompagni
Die A/S Det Østasiatiske Kompagni (ØK), international bekannt als The East Asiatic Company A/S (EAC), gilt als traditionsreichstes Handelsunternehmen Dänemarks. Bis zu seiner Umstrukturierung in den 1990er Jahren betätigte sich das Unternehmen hauptsächlich als Reederei in der Linienschifffahrt nach Fernost, seitdem arbeitet die EAC in der Hauptsache auf den Geschäftsfeldern Nahrungsmittel und industrielle Grundstoffe.

## Geschichte

### Andersen & Co.
Die Wurzeln des Unternehmens wurden durch Hans Niels Andersen (1852–1937) gelegt. Andersen verließ seine Heimatstadt Nakskov 1871 und musterte in Liverpool auf der Bark Mars an, mit der er 1876 erstmals Bangkok anlief. Sein erstes Kommando übernahm Andersen 1884 auf der siamesischen Thom Kramom. Nach der ersten Europareise mit einer Ladung Teakholz gründete er noch im selben Jahr das Handelsunternehmen Andersen & Co. in Bangkok.

### Gründungsjahre
Am 27. März 1897 wurde die A/S Det Østasiatiske Kompagni mit einem Aktienkapital von zwei Millionen Dänischer Kronen in Kopenhagen gegründet und an die Kopenhagener Börse gebracht. Erster Vorsitzender der Direktion wurde Isak Glückstadt (1839–1910), der Generaldirektor der Landsmandsbanken. Andersen wurde zum geschäftsführenden Direktor bestimmt. Andersen & Co. in Bangkok wurde in die EAC eingegliedert und als erste Auslandsfiliale zur Basis des auf den Fernosthandel spezialisierten Unternehmens. Noch im selben Jahr orderte die EAC drei Dampfschiffe mit jeweils 6000 Tonnen Tragfähigkeit und konnte schon im März 1898 mit der Siam das erste Schiff in Dienst stellen. Kurz darauf platzierte die Gesellschaft ihren ersten Bauauftrag bei der Kopenhagener Werft Burmeister & Wain, deren erstes EAC-Schiff, die Annam, 1899 die Jungfernreise antrat. Ebenfalls 1899 zog die Verwaltung der EAC in das neuerstellte „Asia House“ im Kopenhagener Freihafen um, nahm die erste Kapitalerhöhung um 1,5 Millionen Kronen vor und gründete die The Russian East Asiatic Co. Eine weitere Neugründung war ein Liniendienst in den Golf von Siam, der 1907 in die eigenständige The Siam Steam Navigation Company umgewandelt wurde.

### 1900–1913

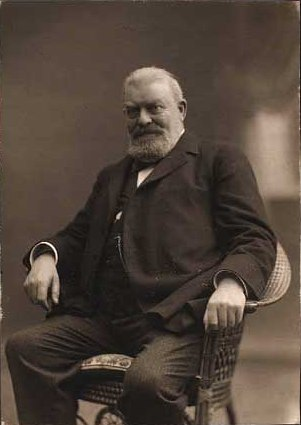
Holger Petersen

Im Jahr 1900 öffnete in Shanghai die zweite Auslandsfiliale, der bald weitere chinesische Zweigstellen folgten. Weitere zwei Jahre darauf wurden die französische Est Asiatique Francais sowie eine Dependanz in Singapur mit Ablegern in Kuala Lumpur und Penang gegründet. Ein Jahr später eröffnete die South African Trading Company.
Nachdem die EAC 1905 die Mount-Austin-Kautschukplantage gekauft hatte, baute sie den Kautschukhandel aus und erwarb rasch weitere Plantagen. Im Jahr darauf teilte die EAC ihre zügig wachsenden Fernost-Liniendienste in einen Fernost-Dienst und einen Bangkok-Dienst. Für letzteren wurden bald darauf neue Kombischiffe bestellt, die als „White Ships“ bekannt wurden.
Im Jahr 1908 bezog die EAC eine neue Unternehmenszentrale in der Kopenhagener Holbergsgade, führte ein Pensionssystem ein und öffnete die Nørre Sundby Portland-Zementfabrik als erste konzerneigene industrielle Produktionsstätte. Ab 1909 wurde die EAC auch an der Pariser Börse gehandelt und im folgenden Jahr verstarb Isak Glückstadt, dessen Position von Holger Petersen (1843–1917) übernommen wurde. Noch im September desselben Jahres fand eine Kapitalerhöhung auf 25 Millionen Kronen statt. In den Jahren 1910 und 1911 folgten die Gründungen der Dänischen Rapskuchenfabrik und der Stettiner Ölwerke. Ebenfalls 1911, drei Jahre vor Eröffnung des Panamakanals, begann die EAC einen Europa-Nordpazifik-Dienst über die Magellanstraße und gründete die erste Niederlassung in London.
In den beiden letzten Jahren vor dem Ersten Weltkrieg setzte die EAC einen Meilenstein in der maritimen Geschichte: 1912 wurde die bei der Hauswerft Burmeister & Wain gebaute Selandia, eines der ersten seegehenden Frachtschiffe mit Dieselmotorenantrieb, in Dienst gestellt. Schon im folgenden Jahr orderte die Reederei eine ganze Serie weiterer Motorschiffe.

### Weltkriege

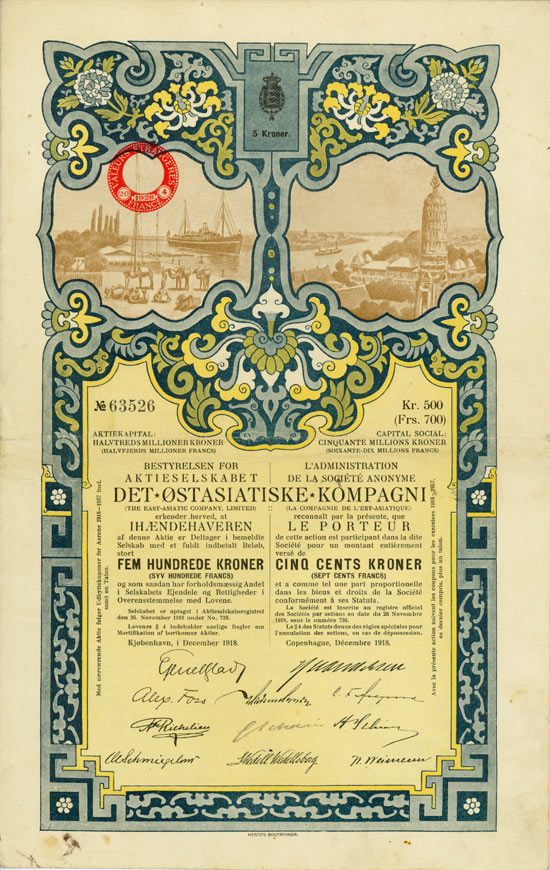
Aktie über 500 Kronen der Det Østasiatiske Kompagni vom Dezember 1918

1914 wurde in San Francisco die erste Niederlassung in Nordamerika gegründet, der 1916 eine weitere in New York City folgte. 1915 beteiligte sich die EAC an der Gründung der dänischen Versicherungsgesellschaft Baltica A/S und gründete die Tochtergesellschaft Dampskib Selskab A/S Orient, die alle verbleibenden Dampfschiffe der EAC übernahm. Alle späteren EAC-Frachtschiffsneubauten waren Motorschiffe. Im Jahr 1916 wurde zum einen die Nakskov Skibsværft in Nakskov und zum anderen The East Asiatic Industry and Plantation Co. gegründet, die sowohl den Betrieb der Dänischen Rapskuchenfabrik sowie die Plantagen auf der Malaiischen Halbinsel übernahm. Im Jahr darauf starb Holger Petersen, dessen Position von Emil Glückstadt (1875–1923), dem Sohn Isak Glückstadts, übernommen wurde. 1917 gründete die EAC die Baltic America Line, die bis 1930 einen Liniendienst auf der Route Libau–Danzig–Kopenhagen–New York betrieb.
Ein Jahr nach Kriegsende gründeten EAC und die britische Andrew Weir Shipping zu gleichen Teilen die United Baltic Corporation in London, was später, während des Zweiten Weltkriegs, eine wichtige Rolle spielen sollte. 1920 wurde in Surabaya die erste indonesische Niederlassung gegründet, und ab 1923 fungierte H. N. Andersen zusätzlich zu seiner Funktion als geschäftsführender Direktor auch als Vorsitzender der Direktion. Die erste ostafrikanische Niederlassung der EAC öffnete 1929 in Daressalam.
Ab 1932 bot die EAC ihren ersten Transpazifikdienst von der nordamerikanischen Westküste nach China an. Im folgenden Jahr öffnete eine neue Niederlassung in Madras, der bald weitere in Kalkutta, Bombay und Hongkong folgen. 1937 begann die EAC einen neuen Dienst zwischen Europa und Indien. Im selben Jahr starb der Unternehmensgründer H. N. Andersen, und Prinz Axel von Dänemark (1888–1964), der seit 1925 bei der EAC arbeitete und seit 1932 als geschäftsführender Direktor fungierte, wurde zusätzlich neuer Vorsitzender. 1939 öffnet die EAC in Sydney ihre erste Niederlassung in Australien. Im Oktober des gleichen Jahres verlor die EAC das erste Schiff durch Kriegseinwirkung: die Canada sank vor Hull durch eine Mine.
Als Dänemark 1940 von deutschen Truppen besetzt wurde, beschlagnahmte Deutschland zwei Schiffe der Kompagni, weitere 17 Schiffe der Reederei befanden sich außer Landes. Im Laufe des Krieges gingen die beiden von Deutschland beschlagnahmten Schiffe, sowie elf weitere auf Seiten der Alliierten verloren, wobei rund 100 Seeleute ums Leben kamen. Den Auslandsbetrieb während dieser Jahre leitete Hakon Christiansen als geschäftsführender Direktor hauptsächlich von New York und teilweise anderen neutralen Ländern. 1942 erwarb die EAC ihre erste Konzession zum Holzeinschlag im kanadischen Gold River Distrikt auf Vancouver Island. 1944 fiel das Hauptquartier in der Holbergsgade einer Sabotageoperation zum Opfer.

### Nachkriegszeit
Bald nach Kriegsende begann die EAC mit dem Wiederaufbau der regulären Organisation und konnte 1949 in die wiederhergestellte Zentrale in der Holbergsgade ziehen. Ebenfalls 1949 übernahm die EAC die Old East African Trading Company in Mombasa, im Jahr darauf das westafrikanische Unternehmen R. T. Briscoe.
Im Januar 1951 wurde das Reedereischiff Jutlandia zum Hospitalschiff umgebaut und diente danach unter der Schirmherrschaft des Dänischen Roten Kreuzes und der Vereinten Nationen im Koreakrieg, bis es 1954 wieder in den regulären Liniendienst der EAC zurückkehrt. In diesen Jahren erwarb die EAC die Tahsis Co. in Vancouver mit allen Sägemühlen und anderen forstwirtschaftlichen Aktivitäten auf Vancouver Island. 1953 übergab Prinz Axel seine Position als Geschäftsführender Direktor an Hakon Christiansen, behielt aber den Vorsitz der Gesellschaft. 1954 stieg die EAC in das Präsentationsgraphikgeschäft ein.
Nach Hakon Christiansens Tod im Jahr 1960 übernahm Mogens Pagh dessen Amt und die EAC Holding Company wurde gegründet. Diese beteiligte sich im Folgejahr an der Gründung der dänischen Charterfluggesellschaft Scanair.1964 starb auch Prinz Axel, woraufhin Mogens Pagh auch den Vorsitz der Gesellschaft übernahm. Im selben Jahr wurde Prinz Axels Sohn George in den Vorstand des Unternehmens gewählt. Mit dem Erwerb der Konservenfabrik Plumrose legte die EAC 1965 einen Grundstein für die Neuausrichtung des Unternehmens. Zwei Jahre darauf wurde EAC Data in Kopenhagen gegründet und mit dem Getreideexport von Kanada nach China begonnen, woraus allein der EAC in den folgenden zwölf Jahren ein Handelsvolumen von 16 Millionen Tonnen kanadischen Weizens nach China erwuchs.

### Containerisierung und Umbau
Ab 1969 orderte die EAC erste Containerschiffe und trat aufgrund der des hohen Kapitalbedarfs der Containerisierung der Liniendienste mehreren Konsortien, wie Scanservice (woraus später ScanDutch erwuchs), Scan Carriers und Johnson ScanStar bei. Im darauf folgenden Jahr wurde die finanzielle Struktur des größten skandinavischen Konzerns (gemessen am Umsatz) umgestaltet. Im Jahr 1971 wurde ein neuer Europa-Westafrika-Dienst eröffnet und die Produktionsaufnahme der Carlsberg Brewery Malaysia Bhd. verzeichnet. Das kennzeichnende Ereignis des Jahres 1972 ist die Indienststellung der beiden neuen Containerschiffe Selandia und Jutlandia. Beide Schiffe wurden von der Kopenhagener Werft Burmeister & Wain geliefert und zählten beim Bau zu den weltweit größten und schnellsten ihrer Art. Des Weiteren eröffnen 1972 die beiden Joint Ventures P. T. Danmotors Vespa Indonesia (Motorroller) und P. T. Danapaints (Farben) in Indonesien. Im Jahr darauf übernahm die EAC die Anteilsmehrheit des Sägemühlen- und Forstindustrieunternehmens Kauri Timber Company in Tasmanien. Nach einer Kapitalerhöhung der EAC auf 765 Millionen Kronen und einer Umstrukturierung im Jahr 1978 wurden Henning H. Sparsø 1980 zum Geschäftsführenden Direktor und T. W. Schmidt 1981 zum Vorsitzenden gewählt.

### Krise und Umstrukturierung
Nachdem 1981 noch die neue Carlsberg Brauerei in Hongkong von Königin Margrethe II. und Prinz Henrik eingeweiht wurde, erlebte die EAC in der folgenden Dekade schwere wirtschaftliche Verluste, die zu einer grundlegenden Umstrukturierung und Rationalisierung des Konzerns, sowie zahlreichen Verkäufen, Schließungen Entlassungen und mehreren Kapitalerhöhungen führten. Noch 1992 erlitt die EAC einen Verlust von über einer Milliarde Kronen bei einer Schuldenlast von 8,9 Milliarden Kronen, was im selben Jahr zur Wahl Jan Erlunds und Michael Fiorinis an die Konzernspitze führt. Beide führten einen massiven Schuldenabbau und großangelegte Verkäufe von Unternehmensteilen durch, bei dem die Führungsstruktur von landesgebundenen Verantwortlichkeiten auf das Management von Geschäftsfeldern umgestellt wurde. In dieser Phase trennte sich die EAC zu großen Teilen vom ehemaligen Hauptgeschäftszweig der Linienschifffahrt.
Ab 1998 führt Mark Wilson als Präsident und CEO den Konzern. In den Jahren 2002 bis 2004 konzentrierte sich die EAC auf die Geschäftsfelder EAC Nutrition, EAC Foods, EAC Industrial Ingredients und EAC Moving & Relocation Services, in denen rund 97 Prozent des Umsatzes gemacht wurden. Die regionale Ausrichtung liegt seitdem auf dem asiatischen und südamerikanischen Markt, was sich auch darin widerspiegelt, dass der operative Bereich seit 1998 aus Singapur geleitet wird. EAC Nutrition wurde zum 1. Januar 2006 verkauft und die Führung an Niels Henrik Jensen und Michael Østerlund Madsen übergeben.
Eine Zeit lang bestand die Gesellschaft aus den drei Bereichen:
- EAC Foods – Marktführer in der Fleischverarbeitung Venezuelas. Verkauft.
- EAC Industrial Ingredients – tätig in der verarbeitenden Industrie in neun Ländern Süd- und Südostasiens. Verkauft.

Ab 2014 verbleibt die letzte Sparte, das Umzugsunternehmen und die Speditionsfirma Santa Fe Group:
- EAC Moving & Relocation Services – arbeitet in dreizehn Ländern.

2015 wurde in der Hauptversammlung  beschlossen Det Østasiatiske Kompagni in Santa Fe Group umzubenennen.